# Sergej Jelevitsj
Sergej Nikolajevitsj Jelevitsj (Russisch: Сергей Николаевич Елевич) (Moskou, 5 oktober 1949), is een voormalig basketbalspeler uit de Sovjet-Unie. Jelevitsj heeft verschillende onderscheidingen gekregen waaronder Meester in de sport van de Sovjet-Unie en Geëerde Coach van Rusland.

## Carrière
Jelevitsj begon zijn professionele loopbaan bij Spartak Moskou Region in 1966. In 1971 ging Jelevitsj spelen voor Stroitel Moskou. In 1979 stopte hij met basketbal.

## Coach
Jelevitsj begon als coach bij Stroitel Moskou in 1979. In 1992 verhuisde hij naar Celta de Vigo in Spanje. In 1996 werd hij medeoprichter en hoofdcoach van Chimki Oblast Moskou. Hij bleef daar coach tot 2007. Als coach van het nationale team van Rusland haalde hij een achtste plaats op het Europees kampioenschap in 2003.